# Mai 1995
Portal Geschichte | Portal Biografien | Aktuelle Ereignisse | Jahreskalender | Tagesartikel

◄ |
19. Jahrhundert |
20. Jahrhundert
| 21. Jahrhundert

◄ |
1960er |
1970er |
1980er |
1990er
| 2000er | 2010er | 2020er | ►

◄ |
1991 |
1992 |
1993 |
1994 |
1995
| 1996 | 1997 | 1998 | 1999 | ►

◄ |
Februar 1995 |
März 1995 |
April 1995 |
Mai 1995 |
Juni 1995 |
Juli 1995 |
August 1995 |
►
Dieser Artikel behandelt aktuelle Nachrichten und Ereignisse im Mai 1995.

## Tagesgeschehen

### Montag, 1. Mai 1995

Logo der EFTA

- Vaduz/Liechtenstein: Im Fürstentum tritt das Abkommen zur Bildung des Europäischen Wirtschaftsraums in Kraft. Alle vier Freiheiten des Binnenmarkts gelten damit auch in Liechtenstein, das parallel weiterhin der Europäischen Freihandelsassoziation (EFTA) angehört.[1]

### Dienstag, 2. Mai 1995
- Kuba: Die rund 30.000 Flüchtlinge aus der Republik Kuba auf dem abgesperrten Gelände des US-Stützpunkts in der Guantanamo-Bucht erhalten von US-Präsident Bill Clinton die Zusage, in die Vereinigten Staaten gebracht zu werden, wo ihnen dann ein Bleiberecht verliehen werden soll. Viele der Flüchtlinge sind schon seit Monaten im Camp.[2]

### Sonntag, 7. Mai 1995

Départements mit Mehrheit für Chirac (blau) und Jospin (rosa)

- Maria Enzersdorf/Österreich: Die Handballerinnen von Hypo Niederösterreich aus Maria Enzersdorf gewinnen gegen Podravka Koprivnica das Finalrückspiel der EHF Champions League mit 26:19 und feiern den sechsten Titel als Europapokalsiegerinnen der Landesmeister.[3]
- Paris/Frankreich: Im entscheidenden zweiten Durchgang zur Wahl des Präsidenten der Republik Frankreich landet Jacques Chirac von der konservativen RPR mit 5 % Vorsprung vor Lionel Jospin von der Sozialistischen Partei.[4]
- Stockholm/Schweden: Finnland wird Eishockey-Weltmeister durch einen 4:1-Sieg gegen die Mannschaft des Gastgebers. Es ist der erste WM-Titel für Finnland.[5]

### Dienstag, 9. Mai 1995
- Moskau/Russland: Am 50. Jahrestag der bedingungslosen Kapitulation der Wehrmacht des Deutschen Reichs im Zweiten Weltkrieg hält der deutsche Bundeskanzler Helmut Kohl als Ehrengast eine Versöhnungsrede im Kreml-Palast und spricht in dieser von der „Chance zum Bau einer Friedensordnung“. Der Sieg im so genannten „Großen Vaterländischen Krieg“ fällt in Russland wegen der Zeitdifferenz etwa zu Mitteleuropa nicht auf einen 8., sondern auf einen 9. Mai.[6]

### Mittwoch, 10. Mai 1995
- Deutschland, Kasachstan: Der Investitionsschutzvertrag zwischen beiden Staaten tritt in Kraft.[7]
- Duschanbe/Tadschikistan: Das zentralasiatische Land führt seine eigene Währung ein, den Tadschikischen Rubel. Bisher wurde der Russische Rubel verwendet.[8]
- Paris/Frankreich: Real Saragossa aus Spanien gewinnt den Fußball-Europapokal der Pokalsieger durch einen 2:1-Finalsieg nach Elfmeterschießen gegen Arsenal FC aus London.[9]

### Samstag, 13. Mai 1995
- Dublin/Irland: Die Gruppe Secret Garden gewinnt im Point Theatre für Norwegen das Finale im 40. Grand Prix Eurovision de la Chanson.[10]

### Sonntag, 14. Mai 1995

Wahl in Bremen: 10,7 % der Wähler entscheiden sich für die AFB

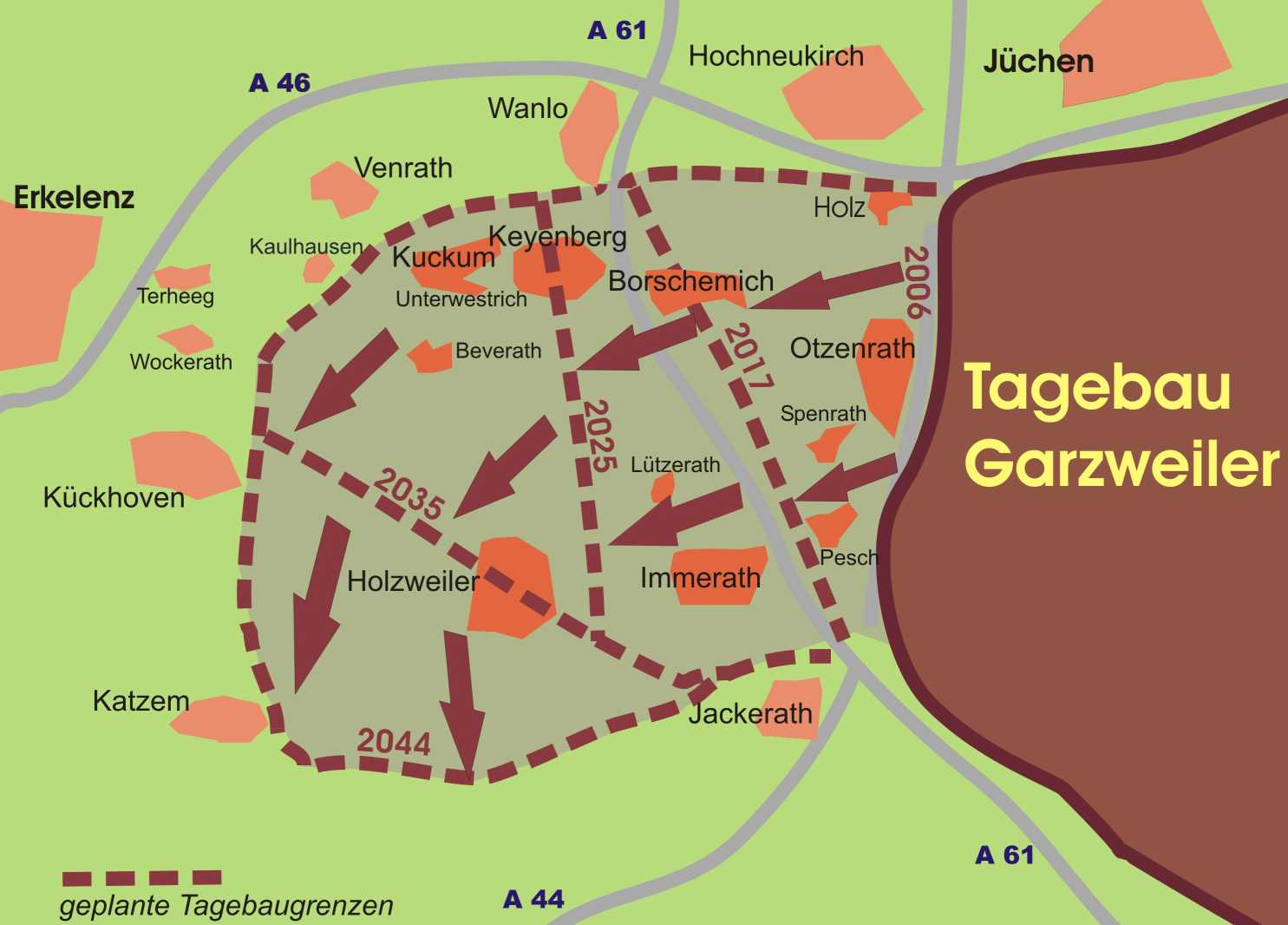
Der Tagebau Garzweiler bei Mönchengladbach soll größer werden

- Bremen/Deutschland: Die vorgezogene Bürgerschaftswahl nach dem Bruch der Koalition aus SPD, FDP und Grünen bringt für die SPD Verluste von 5,4 % gegenüber 1991. Ihr Spitzenkandidat, der Bremer Bürgermeister Klaus Wedemeier, erklärt am Wahlabend seinen Rückzug. Eine gemeinsame Regierung von SPD und CDU lehnen beide Seiten nicht kategorisch ab. Die Unionspartei erreicht ein für ihre Verhältnisse gutes Bremer Ergebnis von 32,6 %, mit 0,8 % Rückstand auf die SPD.[11]
- Düsseldorf/Deutschland: Bei der Landtagswahl in Nordrhein-Westfalen verliert die SPD mit Ministerpräsident Johannes Rau als ihrem Spitzenkandidaten die seit 1980 bestehende Alleinregierung. Auf sie entfallen 46,0 %, auf die CDU 37,7 % und auf die Grünen 10,0 % der Stimmen. Die erste rot-grüne Koalition in Nordrhein-Westfalen scheint möglich, steht aber vor der Schwierigkeit, dass bei SPD und Grünen zum Teil unterschiedliche Ansichten über den Ausbau des Braunkohle-Tagebaus Garzweiler herrschen.[12]
- Minsk/Belarus: In einer Volksabstimmung, die auf einer Initiative des Staatspräsidenten Aljaksandr Lukaschenka beruht, entscheidet sich die Mehrzahl der teilnehmenden Bürger u. a. für die Änderung der Flagge von Belarus. Die neue rot-grün-weiße Flagge ist fast identisch mit der letzten Flagge der Belarussischen SSR zur Zeit der Sowjetunion.[13]

### Dienstag, 16. Mai 1995

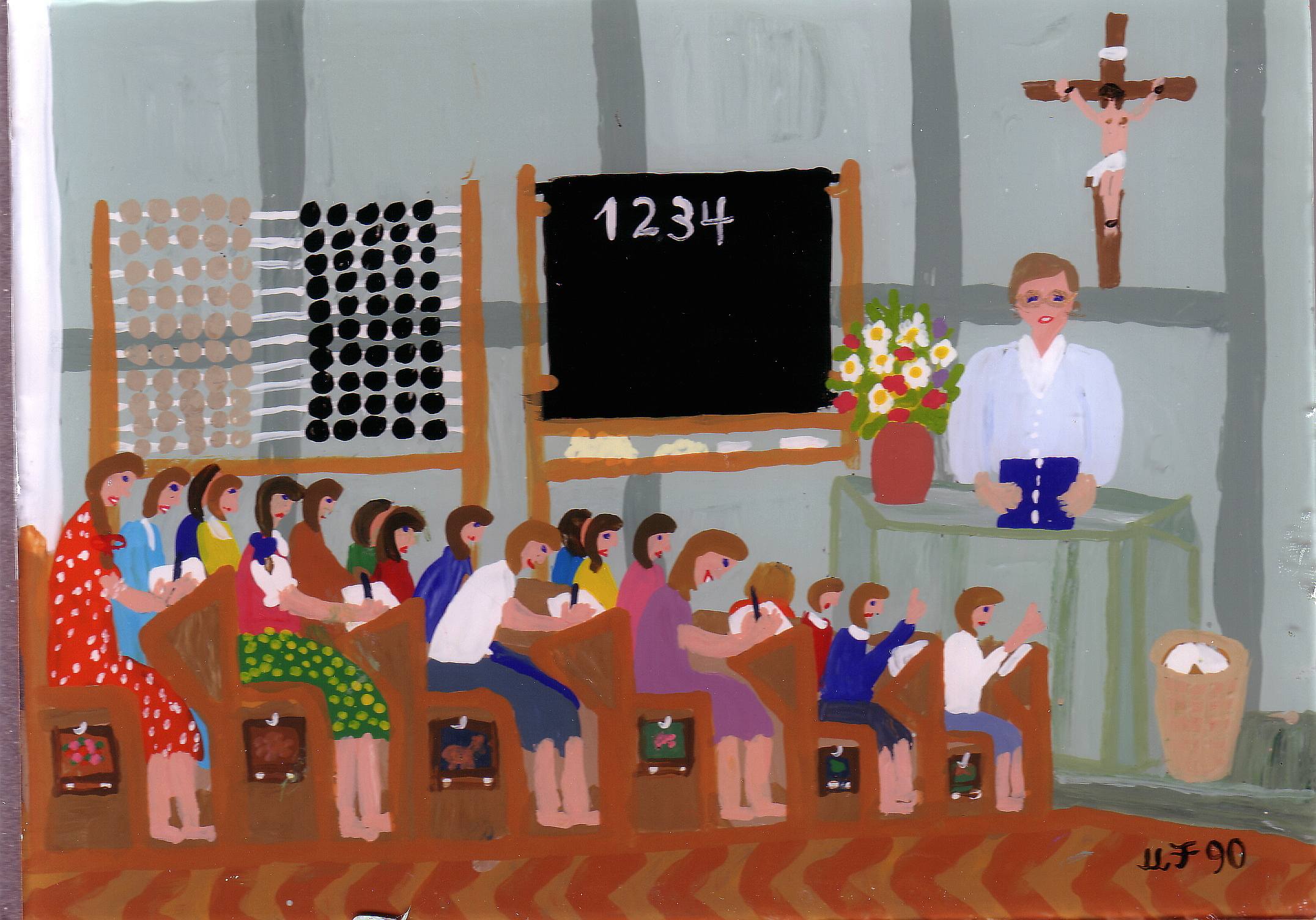
Klassenraum mit Kruzifix, künstlerische Darstellung

- Karlsruhe/Deutschland: Die Anbringung eines Kruzifixes zur Würdigung der Rolle der christlichen Kirchen bei der Kindererziehung ist in Schulen in öffentlicher Trägerschaft laut Urteil des Bundesverfassungsgerichts verfassungswidrig. Einen diesbezüglichen Paragraphen in der Schulordnung des Freistaats Bayern erklären die Richter für nichtig. In Konfessionsschulen sind Kruzifixe weiterhin verfassungskonform.[14]
- Yamanashi/Japan: In Kamikuishiki nimmt die Polizei auf der Suche nach den Verantwortlichen für den Giftgasanschlag in der U-Bahn von Tokio am 20. März mit mehreren Todesopfern in der Zentrale der Sekte Om-Lehre der Wahrheit mit Shōkō Asahara den 40-jährigen Anführer der Sekte fest.[15]

- Turin/Italien: Der AC Parma gewinnt den Fußball-UEFA-Cup nach einem 1:1 im Final-Rückspiel gegen Juventus Turin, nachdem das Hinspiel 1:0 für die Parmigiani endete.[16]

### Sonntag, 21. Mai 1995
- Reykjavík/Island: Frankreich wird Weltmeister im Handball durch einen 23:19-Sieg im Finale der 14. Männer-WM gegen Kroatien.[17]

### Mittwoch, 24. Mai 1995
- Stuttgart/Deutschland: Jürgen Schrempp löst Edzard Reuter als Vorstandsvorsitzender des Mischkonzerns Daimler-Benz AG ab. Das Unternehmen, das über viele Jahre nur Kraftfahrzeuge herstellte, steckt in großen finanziellen Schwierigkeiten, u. a. wegen Problemen bei der von Schrempp geleiteten Tochtergesellschaft Daimler-Benz Aerospace AG sowie bei der Tochtergesellschaft Fokker.[18]
- Wien/Österreich: Ajax Amsterdam gewinnt die Fußball-Champions-League durch einen 1:0-Finalsieg gegen den AC Mailand.[19]

### Donnerstag, 25. Mai 1995
- Aachen/Deutschland: Der Karlspreis wird an den österreichischen Bundeskanzler Franz Vranitzky (SPÖ) übergeben. Gewürdigt wird insbesondere Vranitzkys Einsatz bei der „Anbindung der Regionen Osteuropas an die Europäische Union“.[20]

### Samstag, 27. Mai 1995
- Dortmund/Deutschland: Der deutsche Boxer Henry Maske verteidigt seinen Weltmeistertitel im Halbschwergewicht der Organisation IBF dank eines umstrittenen Punkturteils erfolgreich gegen seinen Landsmann Graciano Rocchigiani.[21]
- Zürich/Schweiz: Der Grasshopper Club Zürich gewinnt 1:0 gegen den FC Basel und wird Schweizer Fussballmeister 1995.[22]

### Sonntag, 28. Mai 1995
- Cannes/Frankreich: Der Film Underground des jugoslawischen Regisseurs Emir Kusturica wird bei den 48. Internationalen Filmfestspielen mit der Palme d’or ausgezeichnet.[23]